# Kauf mich!
Kauf MICH! – studyjny album niemieckiego zespołu punkrockowego Die Toten Hosen, wydany w 1993 roku.

## Lista utworów
1. „Umtausch ausgeschlossen!” (Rohde/Frege) – 2:18
2. „Niemals einer Meinung” (Frege/Frege) – 3:44
3. „Hot-Clip-Video-Club” (Rohde/Frege) – 4:01
4. „Wilkommen in Deutschland” (Breitkopf/Frege) – 3:56
5. „Drunter, drauf & drüber” (Frege, Müller/Frege, Müller) – 3:02
6. „Erotim-Super-3-feucht” – 0:31
7. „Kauf MICH!” (Breitkopf/Frege, Müller) – 3:30
8. „Die Homolka Kettensäge” – 0:36
9. „Sascha ...ein aufrechter Deutscher” (Frege, Müller/Frege, Müller) – 2:34
10. „Gewissen” (Breitkopf/Frege, Müller) – 2:41
11. „Gute Reise” (von Holst/Frege) – 5:04
12. „Alles aus Liebe” (Frege/Frege) – 4:34
13. „Wünsch DIR was” (Meurer/Frege) – 4:15
14. „Mein größter Feind” (von Holst/Frege) – 3:08
15. „Rambo Dance” (Meurer/Frege/Talk by Tom Gerhardt) – 4:09
16. „Katastrophen-Kommando” (von Holst/Frege) – 4:30
  - „Der letzte Tag” - 3:28 (hidden track)

## Dodatkowe utwory na reedycji z 2007 roku
1. „Krieg und Frieden” (Meurer/Frege) − 4:58
2. „Im Namen des Herrn” (Frege/Frege) − 2:08
3. „Auf dem Weg zur Nummer 1” (Rohde/Frege) − 4:01
4. „5 Minuten”(von Holst/Frege) − 3:01
5. „Hilfe” (von Holst/Frege) − 3:24
6. „Der heiße Draht (Best of)” − 6:09

## Single
- 1992 „Sascha ...ein aufrechter Deutscher”
- 1993 „...wünsch DIR was”
- 1993 „Alles aus Liebe”
- 1994 „Kauf MICH!”

## Twórcy
- Campino – wokal
- Andreas von Holst – gitara
- Michael Breitkopf – gitara
- Andreas Meurer – gitara basowa
- Wolfgang Rohde – perkusja

## Listy przebojów
| Rok  | Kraj       | Pozycja |
| ---- | ---------- | ------- |
| 1993 | Niemcy     | 1       |
| 1993 | Szwajcaria | 5       |
| 1993 | Austria    | 9       |